# Leptolebias opalescens
The Opalescent Pearlfish (Leptolebias opalescens) là một loài cá thuộc họ Rivulidae. Nó là loài đặc hữu của Brasil.